# Baj-Tał
Baj-Tał (ros. Бай-Тал) – wieś w Rosji, w Tuwie, w kożuunie baj-tajgińskim. W 2010 liczyła 1786 mieszkańców.